# Morgado de Malta
O Morgado de Malta na freguesia de Durrães foi instituído por escritura de 17 de janeiro de 1535 pelo abade da paróquia João Pires. Localizado no extremo norte do concelho de Barcelos e seu limite com o de Viana de Castelo.

## Administração:[2]
- Seu primeiro administrador foi Francisco Pires (31/12/1532-?) filho do abade João Pires e Catarina Pires.
- 2º - António Pires, filho de Francisco Pires
- 3º - João da Cunha, filho de António Pires
- 4ª - Maria Antónia da Cunha, filha de Isabel da Cunha e Pedro Fernandes, neta de João da Cunha
- 5º - João da Cunha (07/05/1648-03/09/1731) s.s.g. filho de Maria Antónia da Cunha e João Osório da Cunha (filho de João Osório da Cunha Portocarreiro)[3]
- 6º - Luis da Cunha, sobrinho de João da Cunha
- 7º - Cristóvão da Cunha, neto de Maria Antónia da Cunha, primo de Luis da Cunha
- 8º - Custódio da Cunha, filho de Luis da Cunha
- 9º - Susana Maria da Cunha, filha de Luis da Cunha
- 10º - Manuel José da Cunha, filho de Susana Maria da Cunha
- 11º - ?
- 12º - Maria Joaquina da Cunha, sobrinha trineta do 5º administrador
- 13º - Ana Angélica da Cunha, irmã de Maria Joaquina da Cunha
- 14º - Joaquim Lopes Monteiro, filho de Ana Angélica da Cunha

## Atualidade
Hoje o local sedia um hotel de turismo de habitação chamado de Quinta da Malta.